# Erlebald
Erlebald (* vor 790; † 13. Februar 847) war von 823 bis 838 Abt des Klosters Reichenau.

## Leben und Wirken
Erlebald entstammte einem schwäbischen Grafengeschlecht und war ein Neffe von Abt Waldo. Er kam um 790 als Mönch ins Kloster Reichenau und war zunächst Schüler von Abt Haito, bevor er von diesem an die Hofschule Karls des Großen nach Aachen entsandt und dort vermutlich von Clemens von Irland unterrichtet wurde. Nach seiner Rückkehr in die Abtei Reichenau wurde er zu einem engen Vertrauten Abt Haitos, den er 811 auch auf dessen diplomatischer Reise nach Byzanz begleitete. Nachdem Haito 823 sein Amt niederlegte, wurde Erlebald von den Reichenauer Konventsmitgliedern einstimmig zum neuen Abt gewählt.
Während seines Abbatiats erreichte der Konvent seinen personellen Höchststand. Erlebald war besonders um den Ausbau der Klosterbibliothek bemüht und ließ das Verbrüderungsbuch der Abtei Reichenau anlegen. Einem seiner Mönche erteilte er den Auftrag, die Geschichte der Gründung des benachbarten Klosters Schienen aufzuschreiben, woraufhin Reliquien des heiligen Genesius ins Kloster Reichenau übertragen wurden. Ferner wurde unter Abt Erlebald die durch Haito errichtete Kreuzbasilika durch ein Westquerhaus mit Doppelturmfassade ergänzt.
Erlebald verweigerte Ratold den Wunsch, sich in der von Egino von Verona gegründeten Zelle an der Westspitze der Reichenau niederzulassen und wies ihm stattdessen am gegenüberliegenden Ufer des Bodensees einen Platz zu, wo Ratold eine Kirche und eine Klosterzelle errichtete, aus der später die Stadt Radolfzell hervorging. Im Jahre 830 erhielt Abt Erlebald von Ratold Reliquien des heiligen Evangelisten Markus, die jedoch zunächst als die des heiligen Valens ausgegeben wurden.
838 trat Erlebald von seinem Amt zurück. Was ihn zum Rücktritt veranlasst haben könnte, ist unklar. Vermutlich wollte er damit der Entscheidung Ludwigs des Frommen, Walahfrid Strabo als Abt einzusetzen, zuvorkommen, indem er es dem Konvent durch seinen Rücktritt ermöglichte, von seinem Recht der freien Abtswahl Gebrauch zu machen. Seine Mitbrüder bestimmten daraufhin Ruadhelm, einen Anhänger Ludwigs des Deutschen, zu Erlebalds Nachfolger, während Ludwig der Fromme zur gleichen Zeit Walahfrid als Abt auf der Reichenau einsetzte, der sich jedoch zunächst nicht gegen Ruadhelm durchsetzen konnte.